# Shangri-La Frontier
Shangri-La Frontier (jap. シャングリラ・フロンティア～クソゲーハンター、神ゲーに挑まんとす～ Shangurira furontia ~ Kusogē hantā, kamigē ni idoman to su ~) – powieść internetowa autorstwa Katariny, publikowana w serwisie Shōsetsuka ni narō od maja 2017. Na jej podstawie powstała manga zilustrowana przez Ryōsuke Fujiego, która ukazuje się w magazynie „Shūkan Shōnen Magazine” wydawnictwa Kōdansha od lipca 2020. Adaptacja w formie serialu anime, za produkcję którego odpowiada studio C2C, była emitowana od października 2023 do marca 2024. Drugi sezon nadawano od października 2024 do marca 2025. Zapowiedziano powstanie trzeciego sezonu.

## Fabuła
Akcja rozgrywa się w niedalekiej przyszłości, w której gry komputerowe wykorzystujące staromodne ekrany są określane jako gry retro, podczas gdy produkcje full-dive VR stały się powszechne. W wyniku tego, że gry te stały się normą, istnieje wiele tak zwanych „śmieciowych gier”: tworzonych w pośpiechu, pełnych błędów, wadliwych produkcji, których systemy nie nadążają za ulepszoną technologią wizualną. Rakurō Hizutome, jest „łowcą śmieciowych gier”, wielkim wielbicielem tych zwykle żenujących pozycji, w które gra pod pseudonimem Sunraku, dopóki nie opanuje ich niezależnie od trudności spowodowanej błędami. Rakurō właśnie ukończył jedną z takich gier Faeria Chronicle Online i cierpi na swego rodzaju syndrom wypalenia. Za namową właścicielki swojego ulubionego sklepu z grami, „RockRoll”, kupuje najlepiej sprzedającą się i pierwszorzędną grę Shangri-La Frontier, produkcję full-dive VR z 30 milionami zarejestrowanych graczy. Wkraczając do świata Shangri-La Frontier, wciela się w postać Sunraku, a wszystkie umiejętności, które nabył jako specjalista od śmieciowych gier, przydadzą mu się w trakcie rozgrywki.

## Bohaterowie
- Sunraku (jap. サンラク) / Rakurō Hizutome (jap. 陽務 楽郎 Hizutome Rakurō)

Seiyū: Yūma Uchida 
- Psyger-0 (jap. サイガー0 Saigā Zero) / Rei Saiga (jap. 斎賀 玲 Saiga Rei)

Seiyū: Azumi Waki 
- Arthur Pencilgon (jap. アーサー・ペンシルゴン Āsā Penshirugon) / Towa Amane (jap. 天音 永遠 Amane Towa)

Seiyū: Yōko Hikasa 
- Oikatzo (jap. オイカッツォ Oikattso) / Kei Uomi (jap. 魚臣 慧 Uomi Kei)

Seiyū: Makoto Koichi 
- Emul (jap. エムル Emuru)

Seiyū: Rina Hidaka 
- Viceash (jap. ヴァイスアッシュ Vaisuasshu)

Seiyū: Akio Ōtsuka 
- Psyger-100 (jap. サイガ-100 Saiga Handoreddo) / Momo Saiga (jap. 斎賀 百 Saiga Momo)

Seiyū: Yumiri Hanamori 
- Animalia (jap. アニマリア Animaria)

Seiyū: Sayaka Senbongi 
- Orcelott (jap. オルスロット Orusurotto)

Seiyū: Seiichirō Yamashita 

## Powieść internetowa
Powieść autorstwa Katariny ukazuje się w serwisie Shōsetsuka ni narō od 19 maja 2017.

## Manga
Na podstawie powieści internetowej powstała manga zilustrowana przez Ryōsuke Fujiego. Pierwszy rozdział został opublikowany 15 lipca 2020 w magazynie „Shūkan Shōnen Magazine”. Następnie wydawnictwo Kōdansha rozpoczęło zbieranie rozdziałów do wydań w formacie tankōbon, których pierwszy tom ukazał się 16 października tego samego roku. Według stanu na 17 lutego 2025, do tej pory wydano 21 tomów.
| Nr | Data wydania (język japoński) | ISBN (język japoński)  |
| -- | ----------------------------- | ---------------------- |
| 1  | 16 października 2020          | ISBN 978-4-06-521529-6 |
| 2  | 17 grudnia 2020               | ISBN 978-4-06-521801-3 |
| 3  | 17 marca 2021                 | ISBN 978-4-06-522220-1 |
| 4  | 17 czerwca 2021               | ISBN 978-4-06-523584-3 |
| 5  | 17 sierpnia 2021              | ISBN 978-4-06-524483-8 |
| 6  | 17 listopada 2021             | ISBN 978-4-06-526001-2 |
| 7  | 17 stycznia 2022              | ISBN 978-4-06-526603-8 |
| 8  | 15 kwietnia 2022              | ISBN 978-4-06-527530-6 |
| 9  | 15 lipca 2022                 | ISBN 978-4-06-528432-2 |
| 10 | 16 września 2022              | ISBN 978-4-06-529136-8 |
| 11 | 16 grudnia 2022               | ISBN 978-4-06-529989-0 |
| 12 | 16 marca 2023                 | ISBN 978-4-06-531037-3 |
| 13 | 17 maja 2023                  | ISBN 978-4-06-531586-6 |
| 14 | 14 lipca 2023                 | ISBN 978-4-06-532219-2 |
| 15 | 17 października 2023          | ISBN 978-4-06-533152-1 |
| 16 | 15 grudnia 2023               | ISBN 978-4-06-533887-2 |
| 17 | 17 kwietnia 2024              | ISBN 978-4-06-535179-6 |
| 18 | 17 lipca 2024                 | ISBN 978-4-06-536037-8 |
| 19 | 17 września 2024              | ISBN 978-4-06-536776-6 |
| 20 | 15 listopada 2024             | ISBN 978-4-06-537743-7 |
| 21 | 17 lutego 2025                | ISBN 978-4-06-538421-3 |
| 22 | 16 kwietnia 2025              | ISBN 978-4-06-539092-4 |

## Anime
7 lipca 2022 ogłoszono adaptację w postaci telewizyjnego serialu anime. Seria została wyprodukowana przez studio C2C i wyreżyserowana przez Toshiyukiego Kubookę, wraz z Hirokim Ikeshitą jako asystentem reżysera. Scenariusz napisał Kazuyuki Fudeyasu, postacie zaprojektowała Ayumi Kurashima, a muzykę skomponowali Ryūichi Takada, Kuniyuki Takahashi i Keiichi Hirokawa. Anime było emitowane od 1 października 2023 do 31 marca 2024 w bloku programowym Nichigo na wszystkich antenach JNN w Japonii, w tym MBS i TBS. Prawa do streamingu serii poza Azją nabył Crunchyroll.
Po emisji ostatniego odcinka zapowiedziano powstanie sezonu drugiego. Jego emisja rozpoczęła się 13 października 2024 i zakończyła 30 marca 2025.
Po zakończeniu emisji drugiego sezonu ogłoszono, że anime otrzyma sezon trzeci.

### Ścieżka dźwiękowa
| Nr             | Tytuł                                                                                      | Wykonawcy      | Źródło   |
| Czołówka       | Czołówka                                                                                   | Czołówka       | Czołówka |
| -------------- | ------------------------------------------------------------------------------------------ | -------------- | -------- |
| 1              | „Broken Games”                                                                             | FZMZ           | [ 2 ]    |
| 2              | „Danger Danger”                                                                            | FZMZ feat. Icy | [ 35 ]   |
| 3              | „Queen”                                                                                    | Lisa           | [ 36 ]   |
| 4              | „Frontiers”                                                                                | Awich          | [ 37 ]   |
| Napisy końcowe |                                                                                            |                |          |
| 1              | „Ace”                                                                                      | Chico          | [ 2 ]    |
| 2              | „Gajumaru: Heaven in the Rain” (jap. ガジュマル ～Heaven in the Rain～)                    | Reona          | [ 35 ]   |
| 3              | „Anya no Dancer: Dancer in the Dark Night” (jap. 闇夜のダンサー -Dancer in the Dark Night) | Otoha          | [ 36 ]   |
| 4              | „RealitYhurts”                                                                             | Cvlte          | [ 37 ]   |

## Gra komputerowa
7 lipca 2022 zapowiedziano grę komputerową o tej samej nazwie, która zostanie opracowana przez Netmarble Nexus i wydana przez Netmarble.